# Athetis stygia
Athetis stygia là một loài bướm đêm trong họ Noctuidae.